# 美國電影作品列表
本表列出美國電影工業所出產的電影作品。

## 1900年代
- 1900年美國電影作品列表
- 1901年美國電影作品列表
- 1902年美國電影作品列表
- 1903年美國電影作品列表
- 1904年美國電影作品列表
- 1905年美國電影作品列表
- 1906年美國電影作品列表
- 1907年美國電影作品列表
- 1908年美國電影作品列表
- 1909年美國電影作品列表

## 1910年代
- 1910年美國電影作品列表
- 1911年美國電影作品列表
- 1912年美國電影作品列表
- 1913年美國電影作品列表
- 1914年美國電影作品列表
- 1915年美國電影作品列表
- 1916年美國電影作品列表
- 1917年美國電影作品列表
- 1918年美國電影作品列表
- 1919年美國電影作品列表

## 1920年代
- 1920年美國電影作品列表
- 1921年美國電影作品列表
- 1922年美國電影作品列表
- 1923年美國電影作品列表
- 1924年美國電影作品列表
- 1925年美國電影作品列表
- 1926年美國電影作品列表
- 1927年美國電影作品列表
- 1928年美國電影作品列表
- 1929年美國電影作品列表

## 1930年代
- 1930年美國電影作品列表
- 1931年美國電影作品列表
- 1932年美國電影作品列表
- 1933年美國電影作品列表
- 1934年美國電影作品列表
- 1935年美國電影作品列表
- 1936年美國電影作品列表
- 1937年美國電影作品列表
- 1938年美國電影作品列表
- 1939年美國電影作品列表

## 1940年代
- 1940年美國電影作品列表
- 1941年美國電影作品列表
- 1942年美國電影作品列表
- 1943年美國電影作品列表
- 1944年美國電影作品列表
- 1945年美國電影作品列表
- 1946年美國電影作品列表
- 1947年美國電影作品列表
- 1948年美國電影作品列表
- 1949年美國電影作品列表

## 1950年代
- 1950年美國電影作品列表
- 1951年美國電影作品列表
- 1952年美國電影作品列表
- 1953年美國電影作品列表
- 1954年美國電影作品列表
- 1955年美國電影作品列表
- 1956年美國電影作品列表
- 1957年美國電影作品列表
- 1958年美國電影作品列表
- 1959年美國電影作品列表

## 1960年代
- 1960年美國電影作品列表
- 1961年美國電影作品列表
- 1962年美國電影作品列表
- 1963年美國電影作品列表
- 1964年美國電影作品列表
- 1965年美國電影作品列表
- 1966年美國電影作品列表
- 1967年美國電影作品列表
- 1968年美國電影作品列表
- 1969年美國電影作品列表

## 1970年代
- 1970年美國電影作品列表
- 1971年美國電影作品列表
- 1972年美國電影作品列表
- 1973年美國電影作品列表
- 1974年美國電影作品列表
- 1975年美國電影作品列表
- 1976年美國電影作品列表
- 1977年美國電影作品列表
- 1978年美國電影作品列表
- 1979年美國電影作品列表

## 1980年代
- 1980年美國電影作品列表
- 1981年美國電影作品列表
- 1982年美國電影作品列表
- 1983年美國電影作品列表
- 1984年美國電影作品列表
- 1985年美國電影作品列表
- 1986年美國電影作品列表
- 1987年美國電影作品列表
- 1988年美國電影作品列表
- 1989年美國電影作品列表

## 1990年代
- 1990年美國電影作品列表
- 1991年美國電影作品列表
- 1992年美國電影作品列表
- 1993年美國電影作品列表
- 1994年美國電影作品列表
- 1995年美國電影作品列表
- 1996年美國電影作品列表
- 1997年美國電影作品列表
- 1998年美國電影作品列表
- 1999年美國電影作品列表

## 2000年代
- 2000年美國電影作品列表
- 2001年美國電影作品列表
- 2002年美國電影作品列表
- 2003年美國電影作品列表
- 2004年美國電影作品列表
- 2005年美國電影作品列表
- 2006年美國電影作品列表
- 2007年美國電影作品列表
- 2008年美國電影作品列表
- 2009年美國電影作品列表

## 2010年代
- 2010年美國電影作品列表
- 2011年美國電影作品列表
- 2012年美國電影作品列表
- 2013年美國電影作品列表
- 2014年美國電影作品列表
- 2015年美國電影作品列表
- 2016年美國電影作品列表
- 2017年美國電影作品列表
- 2018年美國電影作品列表
- 2019年美國電影作品列表

## 2020年代
- 2020年美國電影作品列表
- 2021年美國電影作品列表
- 2022年美國電影作品列表
- 2023年美國電影作品列表
- 2024年美國電影作品列表
- 2025年美國電影作品列表
- 2026年美國電影作品列表
- 2027年美國電影作品列表
- 2028年美國電影作品列表
- 2029年美國電影作品列表

## 外部連結
- 《美國電影 （页面存档备份，存于）》在網際網路電影資料庫（IMDb）

|  | 本条目是電影作品相关列表索引。 |